# Innere Stadt (Klagenfurt am Wörthersee)

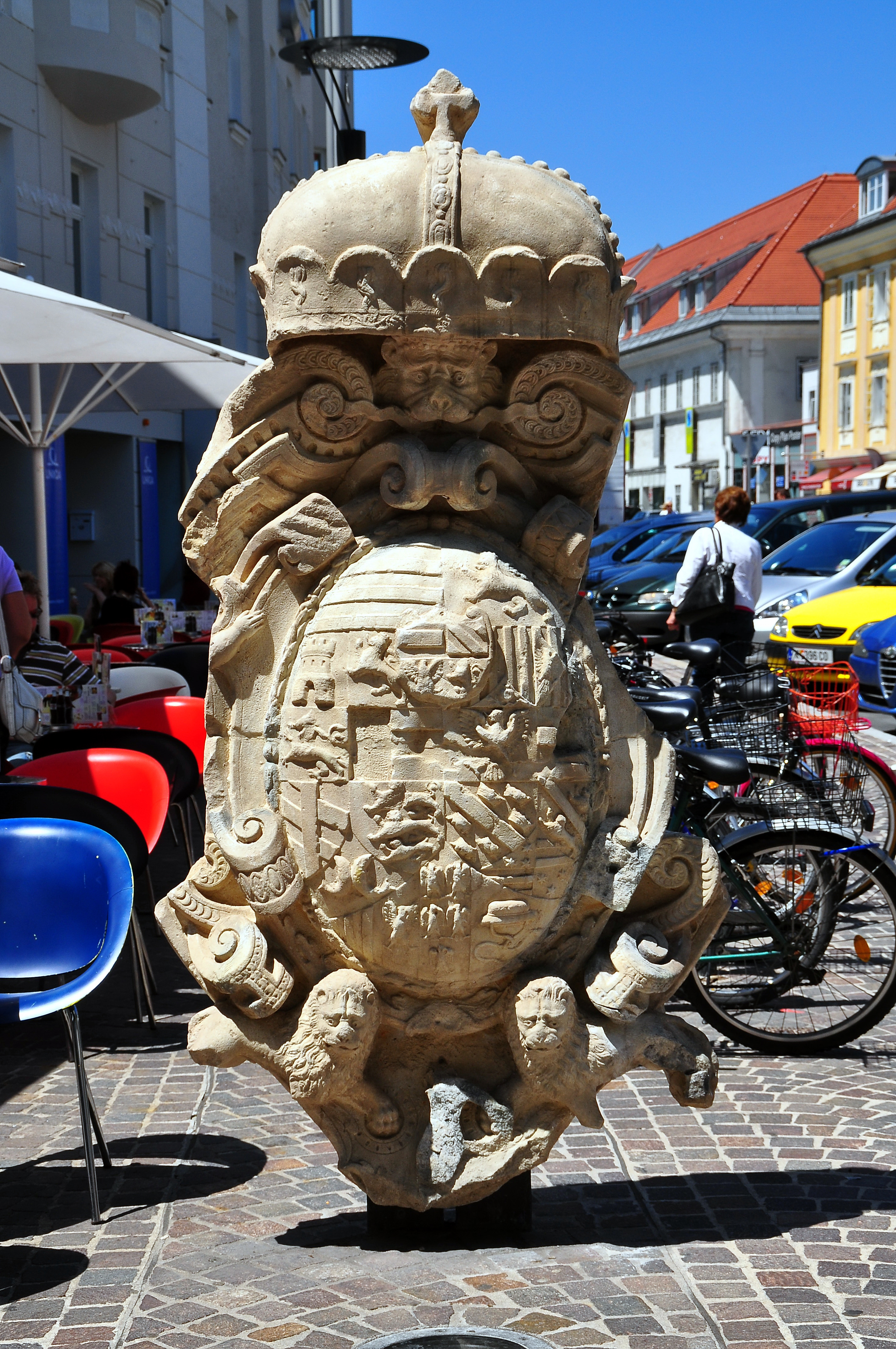
Wappenstein des Karlstores am Heuplatz/Wiener Gasse

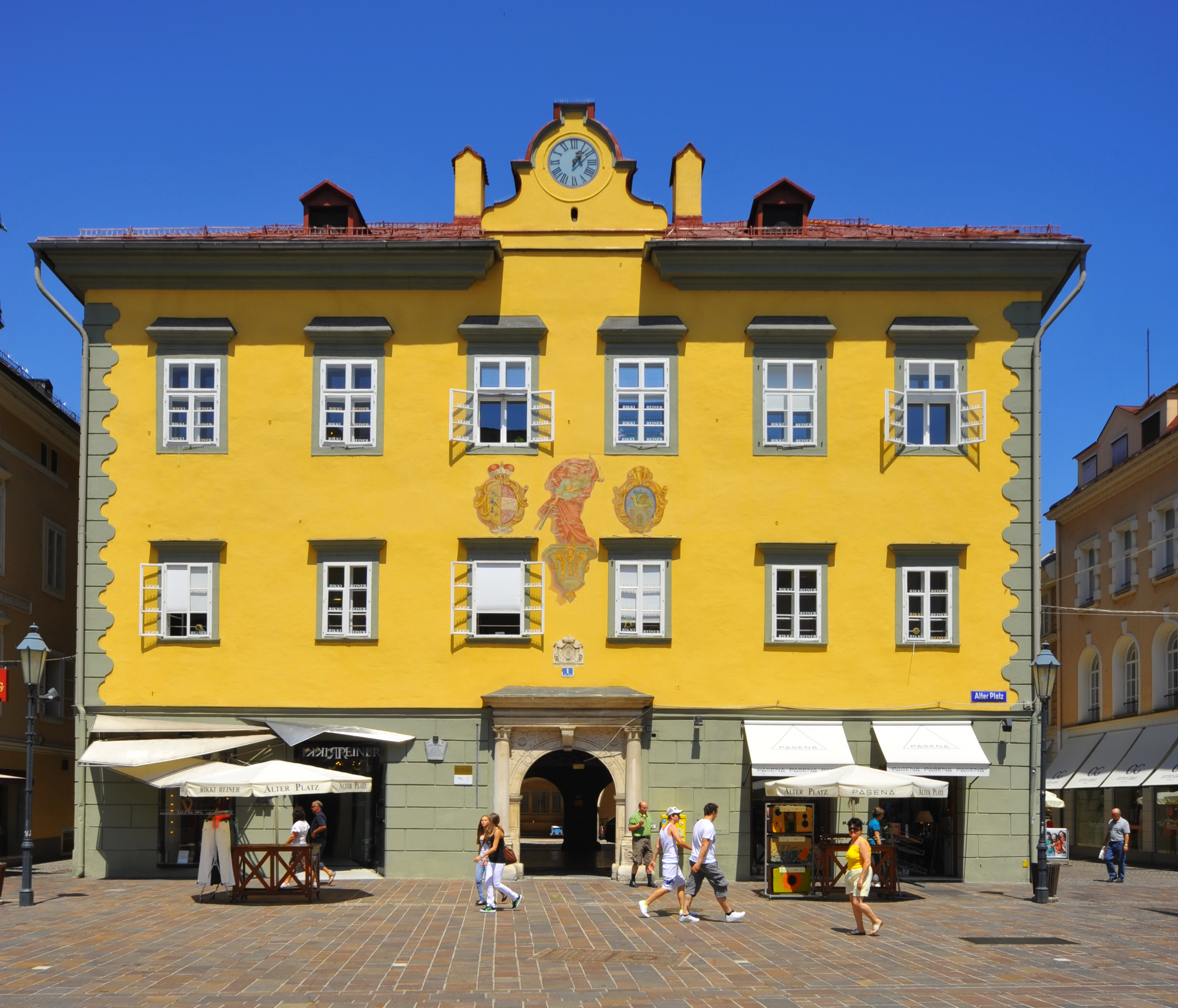
Altes Rathaus, Alter Platz Nr. 1

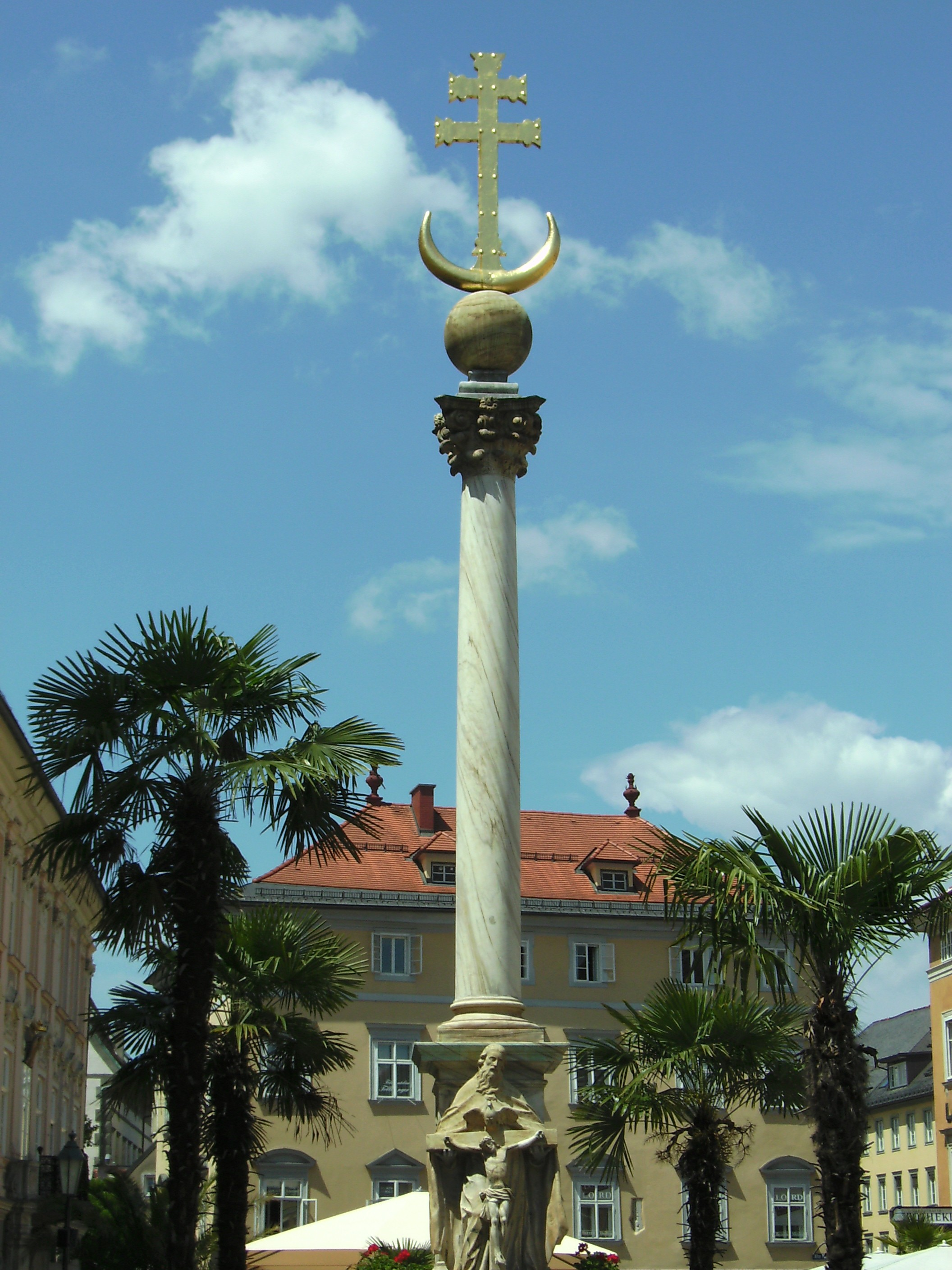
Dreifaltigkeitssäule am Alten Platz

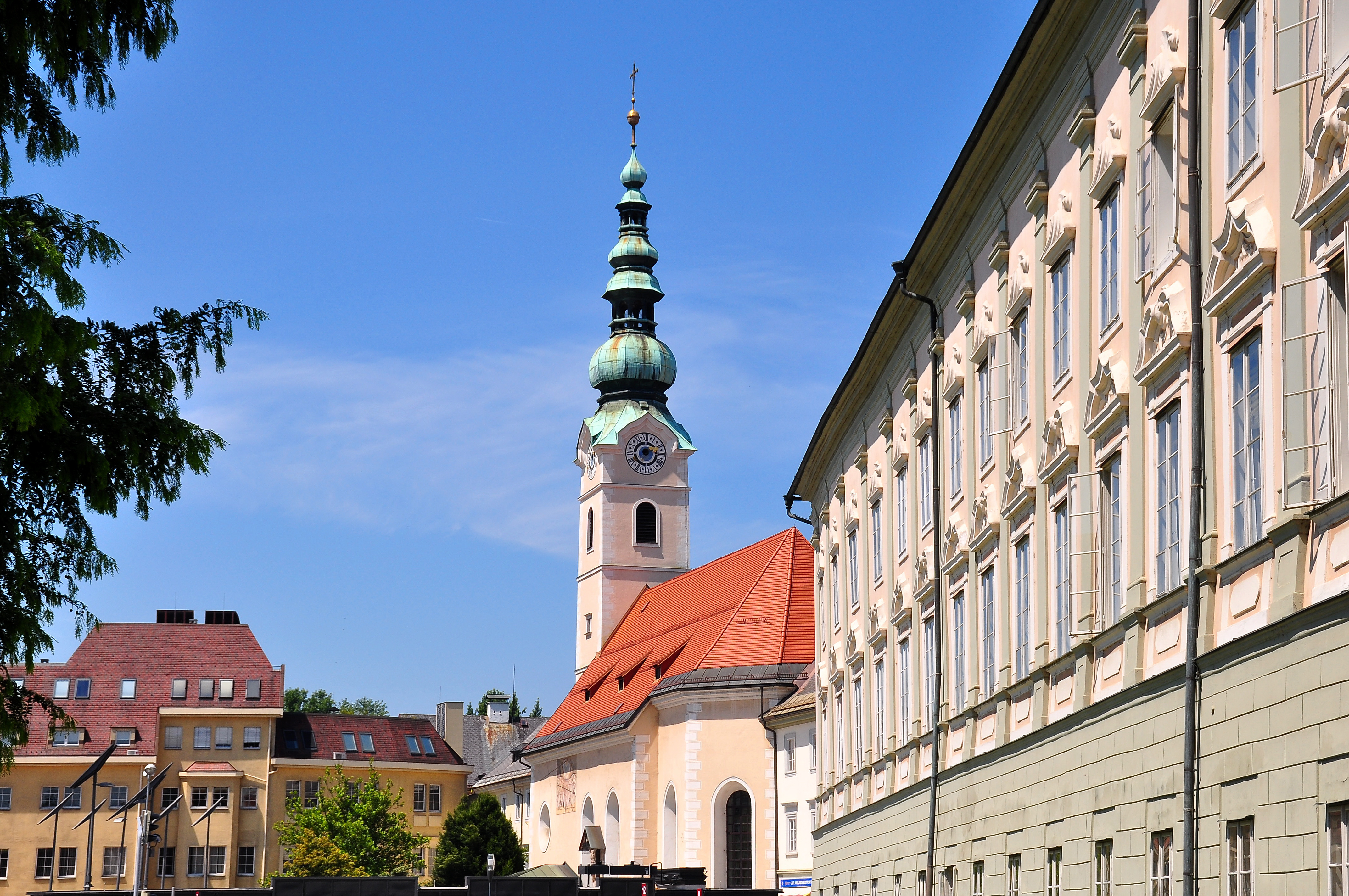
Heiligengeistkirche und Landhaus-Südseite

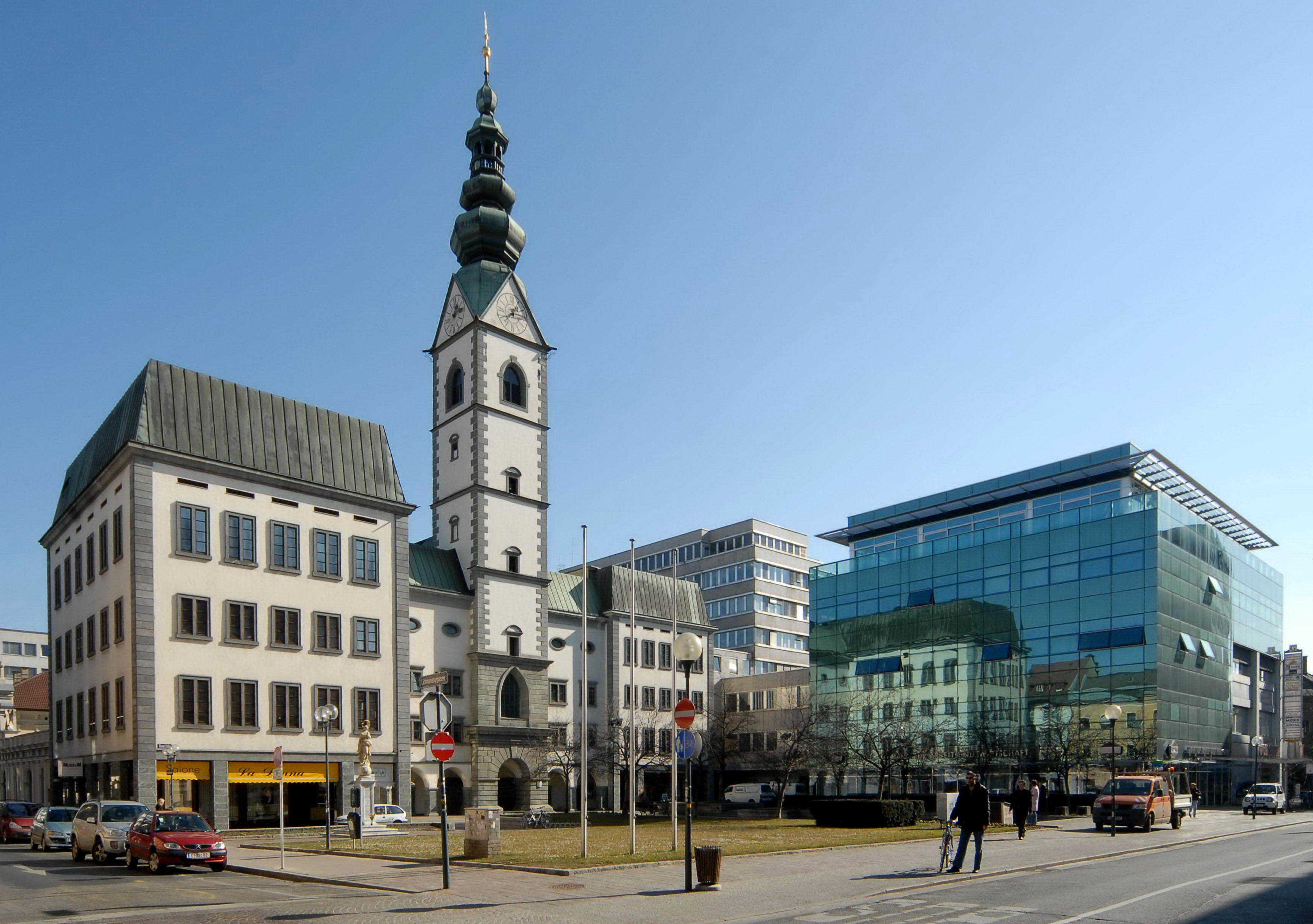
Domplatz mit Domkirche

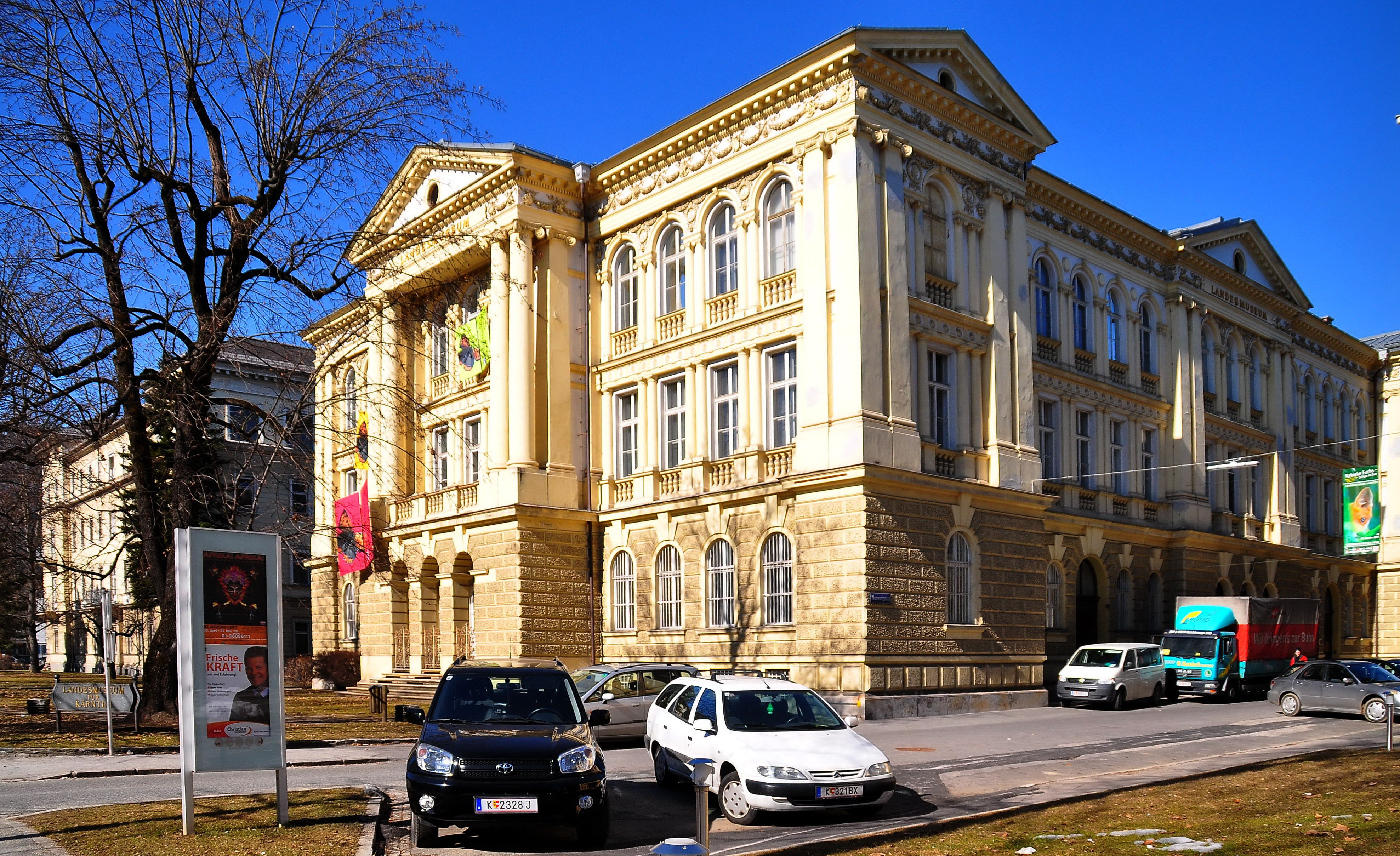
Landesmuseum in der Museumgasse 2/Ecke Viktringer Ring

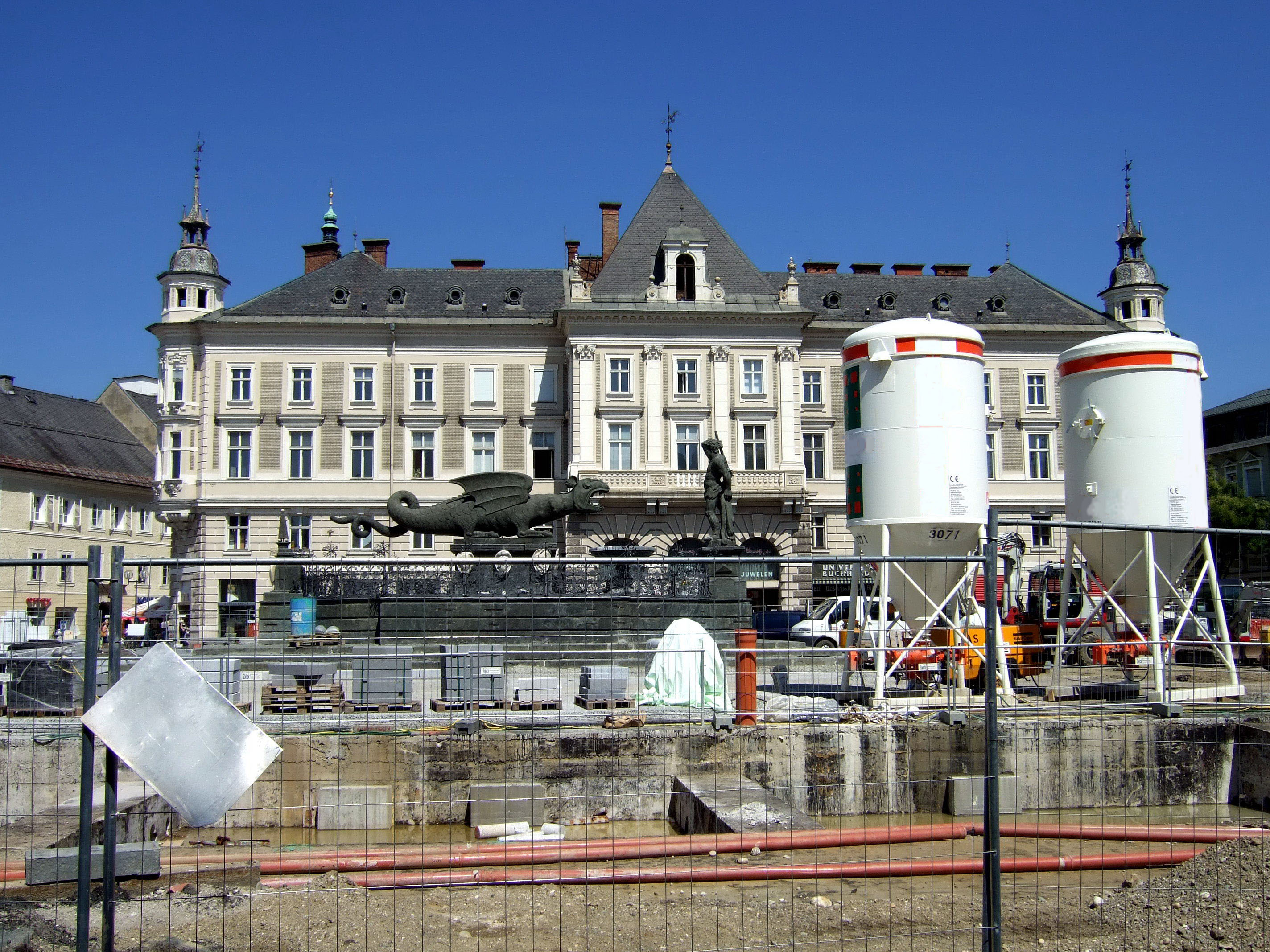
Neuer Platz mit Lindwurm während der Neugestaltung 2007

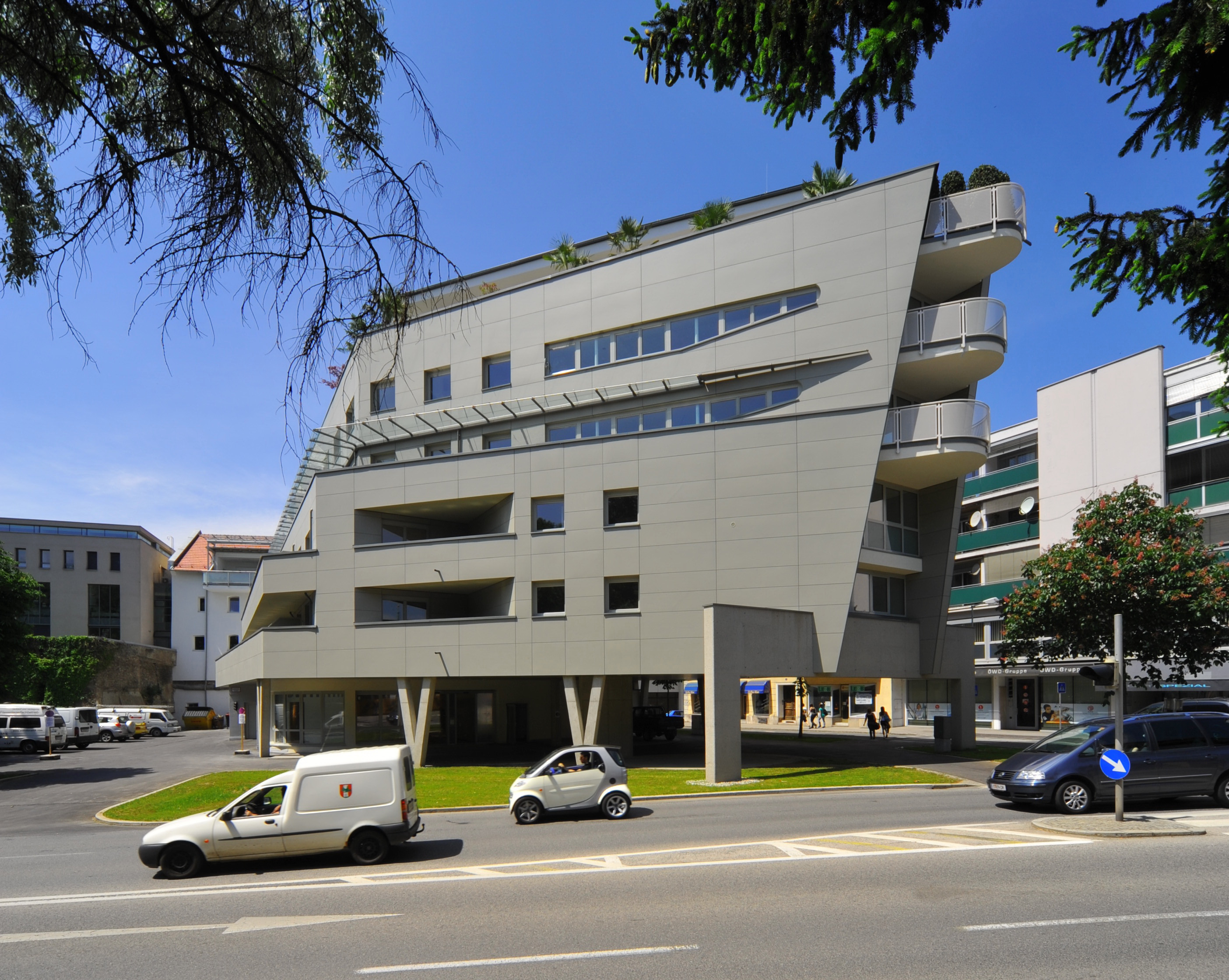
Eckhaus Salmstraße – Völkermarkter Ring

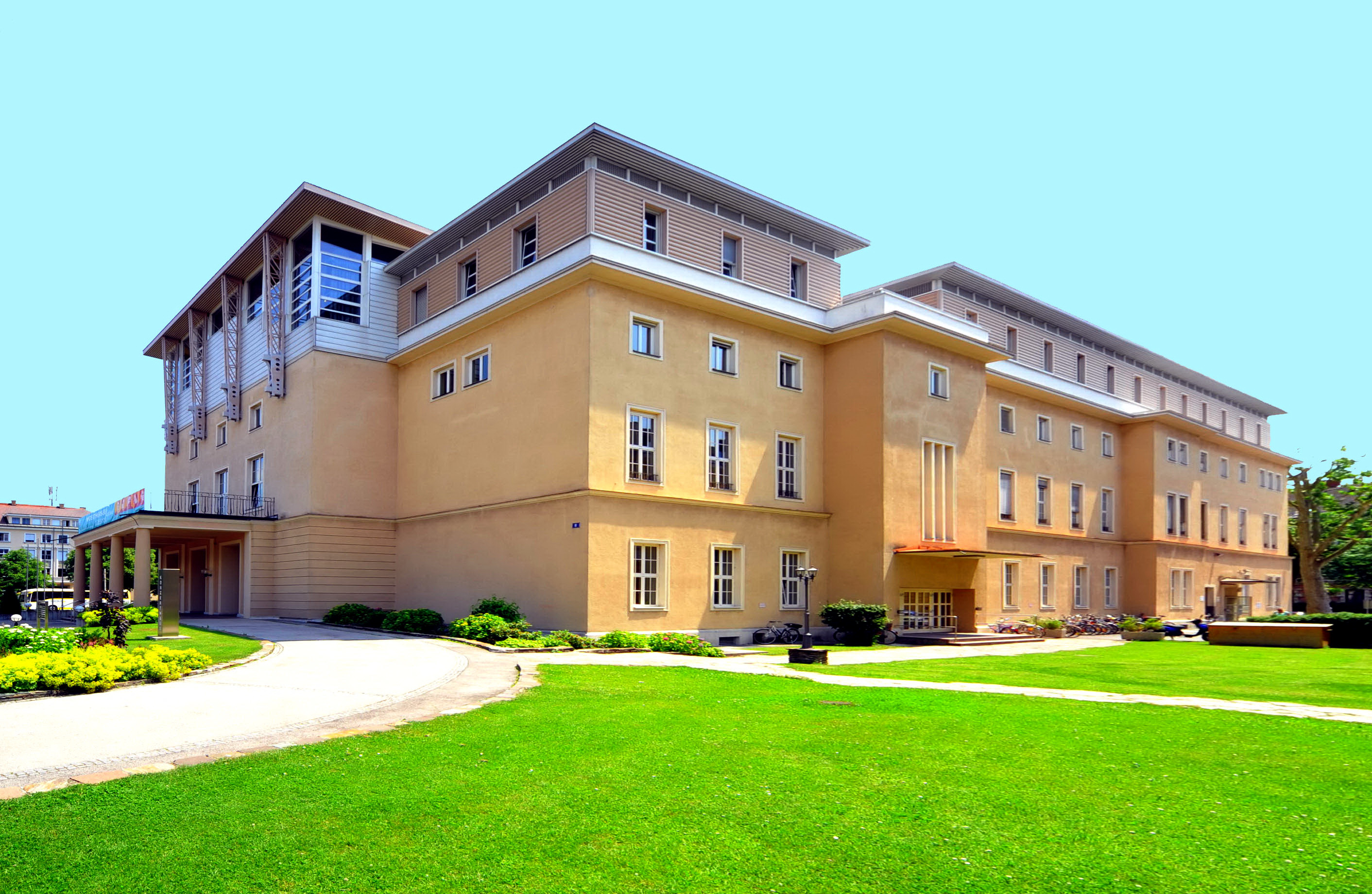
Konzerthaus in der Mießtalerstraße 8

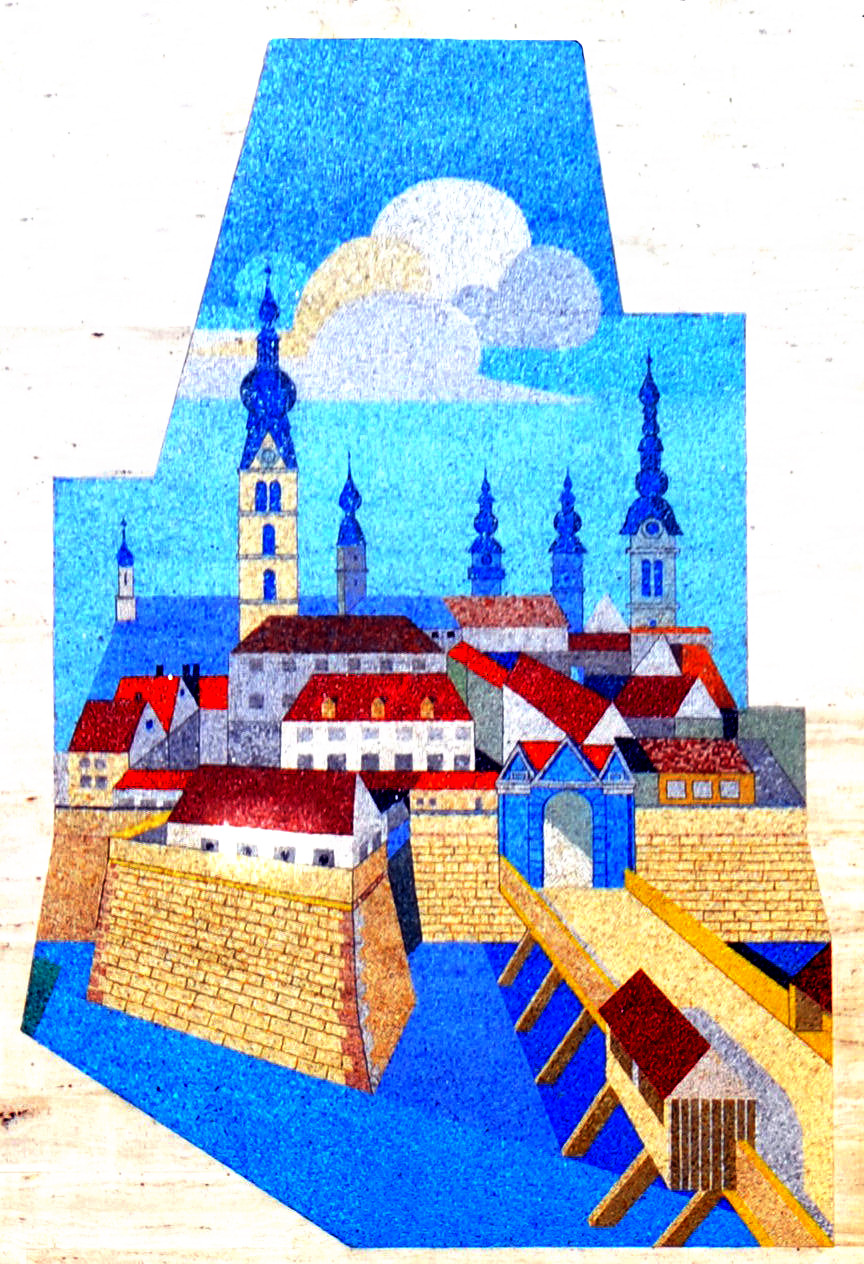
Darstellung des ehemaligen Stadtgrabens mit Brücke zum Völkermarkter Tor

Die Innere Stadt ist der historische Stadtkern der Kärntner Landeshauptstadt Klagenfurt am Wörthersee innerhalb der ehemaligen Stadtmauer. Er ist heute in die Stadtbezirke 1 bis 4 unterteilt.

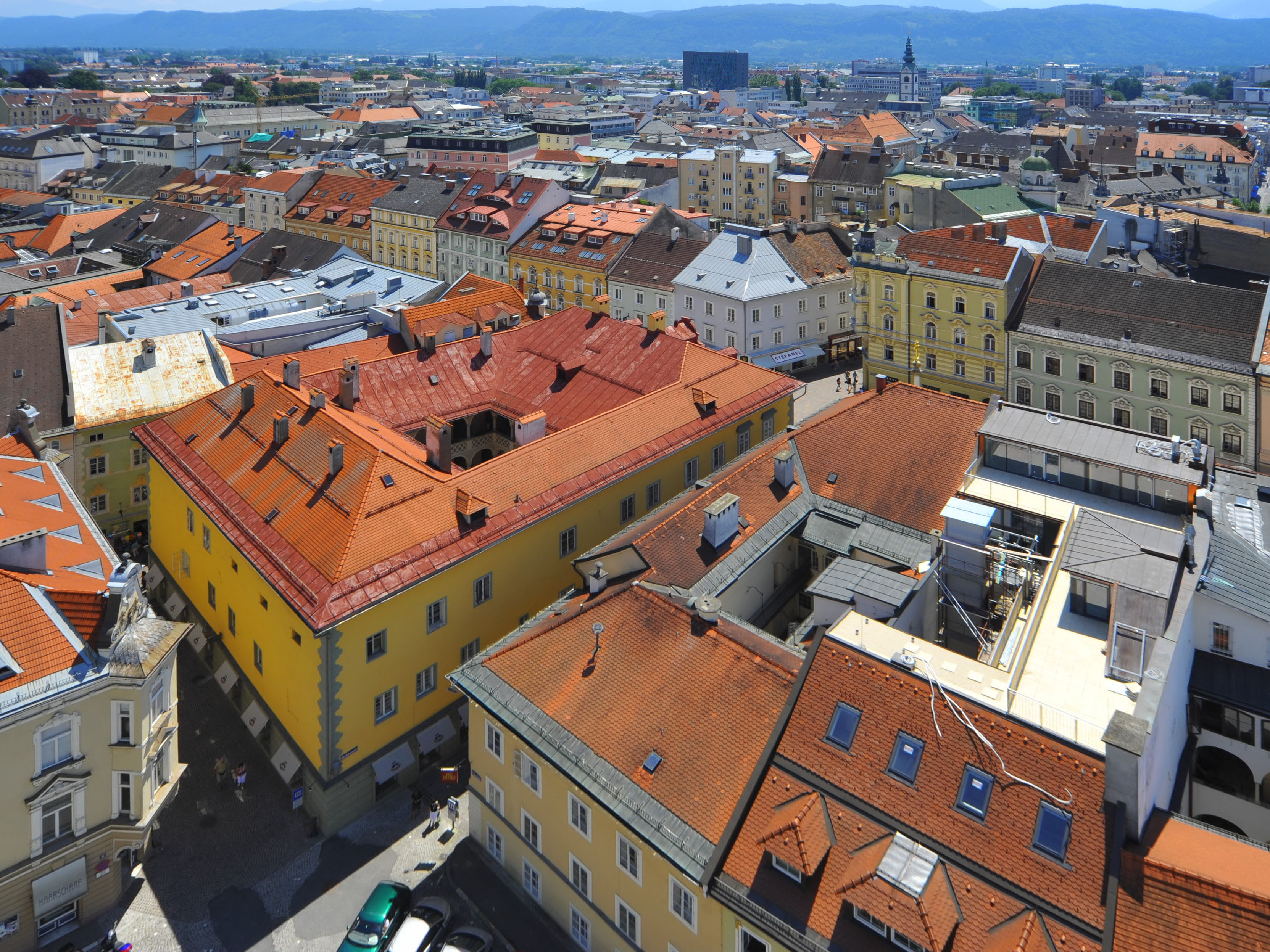
Blick auf das Alte Rathaus und die Altstadt

## Lage
Der Bezirk ist das Zentrum der Stadt Klagenfurt. Er wird heute durch die Ringstraße, bestehend aus St. Veiter Ring, Völkermarkter Ring, Viktringer Ring und Villacher Ring begrenzt. Die genaue Grenze verläuft entlang der Außenseite der Ringstraße (nur am Völkermarkter Ring an der Innenseite) und umschließt zusätzlich das kleine, langgestreckte Dreieck um Viktringer Ring-Viktringer Straße-Rosentaler Straße.

## Geschichte
Die Innere Stadt war bis zur Zeit Napoleons mit einer Stadtbefestigung versehen, die etwas innerhalb der heutigen Ringstraßen verlief. Reste der Stadtmauer sind vor allem im Bereich des Villacher Rings (Stadtgraben, Schillerpark) erhalten. Ebenso am Völkermarkterring, der Kardinalschütt sowie der Geyerschütt und im Bereich der Kaufmanngasse am Viktringer Ring. Am St. Veiter Ring sind keinerlei Reste mehr vorhanden. Teile der Schüttungen im Bereich der Villacherstraße (Heiligengeistschütt) bestanden ehemals auch aus dem Aushub des Lendhafens, der knapp bis an den Villacher Ring heranreicht.

## Stadttore
- St. Veiter Tor, auch als Karlstor bezeichnet (im Norden)
- Völkermarkter Tor (im Osten)
- St. Viktringer Tor (im Süden)
- Villacher Tor (im Westen)

### St. Veiter Tor, auch als Karlstor bezeichnet
Am Südost-Rand des Heuplatzes, wo die Wiener Gasse beginnt, stand von der Begründung der Stadt um 1240 bis zu ihrer Erweiterung im 16. Jahrhundert das alte St. Veiter Tor. Aus diesem Tor wagten die Verteidiger am 27. September 1473 einen Ausfall gegen die Türken, die mit großer Beute an der Stadt vorbeizogen. 90 Klagenfurter wurden dabei abgeschnitten und auf dem Felde zwischen Stadt und Glan erschlagen.
Der Wappenstein des Karls- bzw. St. Veiter Tores von 1584 ist seit 2008 frei zugänglich dort ausgestellt. Der detailreich gestaltete Stein ist Erzherzog Karl II. (1540 bis 1590) von Innerösterreich gewidmet. Er war über dem Torbogen angebracht, wie ein Kupferstich Valvasors enthüllt.
Die aus dem Stein gemeißelten Wappen sind jene von Haus Österreich, Haus Habsburg, Burgund, Tirol, Alt Ungarn, Kastilien, Leon, Granada, Böhmen, Aragon, Sizilien, Steiermark, Kärnten, Görz, Cilli, Krain, Windische Mark, Burgau, Pfirt, Schwaben, Elsass, Kyburg, Österreich ob und Österreich unter der Enns.

## Verwaltungsgliederung
Die ohnehin flächenkleine Klagenfurter Innenstadt wird in vier weitere quadratische Bezirke unterteilt, was historisch begründet ist und heute nur noch wenig administrative Bedeutung hat, so werden zum Beispiel Parkberechtigungen für die Bewohner der Inneren Stadt nur bezirksweise vergeben.
| Bezirk | Fläche   | Einwohner (1. Jänner 2024) |
| ------ | -------- | -------------------------- |
| 1.     | 0,19 km² | 472                        |
| 2.     | 0,16 km² | 732                        |
| 3.     | 0,21 km² | 938                        |
| 4.     | 0,12 km² | 711                        |

Die vier Bezirke der Inneren Stadt bilden zusammen mit den vier Vorstadtbezirken (St. Veiter Vorstadt, Völkermarkter Vorstadt, Viktringer Vorstadt, Villacher Vorstadt) die Katastralgemeinde Klagenfurt.

## Bevölkerung
Die Innere Stadt umfasst die bevölkerungsärmsten Bezirke Klagenfurts. Im 1. Bezirk leben nur 472 Personen, dies ist mit 39,3 %
 auch gleichzeitig der Bezirk mit dem höchsten Ausländeranteil (Stadt Klagenfurt: 9,4 %). Zusammen kommen die vier Innenbezirke auf 2853 Einwohner (Stand 1. Jänner 2024), das heißt nur 2.7 % der Klagenfurter leben in der Innenstadt.

## Pfarren und Kirchen
Für die Innere Stadt sind zwei katholische Pfarren zuständig: die Bezirke I und II gehören zur Stadtpfarre St. Egid, die Bezirke III und IV zur Dompfarre.
- Pfarre St. Egid
  - Stadtpfarrkirche St. Egid
  - Kapuzinerkirche
  - Heiligengeistkirche mit Ursulinenkloster

Zur Pfarre St. Egid gehören auch der südliche Teil des Bezirkes St. Veiter Vorstadt und der nördliche Teil der Villacher Vorstadt.
- Dompfarre
  - Domkirche Peter und Paul
  - Benediktinerkirche (Marienkirche)
  - Bürgerspitalkirche

Zur Dompfarre gehören auch der Bezirk Viktringer Vorstadt und der südliche Teil der Villacher Vorstadt.

## Weitere Sehenswürdigkeiten
- Alter Platz mit Altem Rathaus und Dreifaltigkeitssäule
- Neuer Platz mit Neuem Rathaus und Lindwurmbrunnen
- Benediktinermarkt mit dem Steinernen Fischer
- Landhaus Klagenfurt
- Landesmuseum, Konzerthaus, Stadthaus, Stadtgalerie, Künstlerhaus, Europahaus, Haus der Architektur
- Museum Moderner Kunst (ehemalige Landesgalerie)
- Stadttheater Klagenfurt
- Wappenstein des Karlstores am Heuplatz/Wiener Gasse

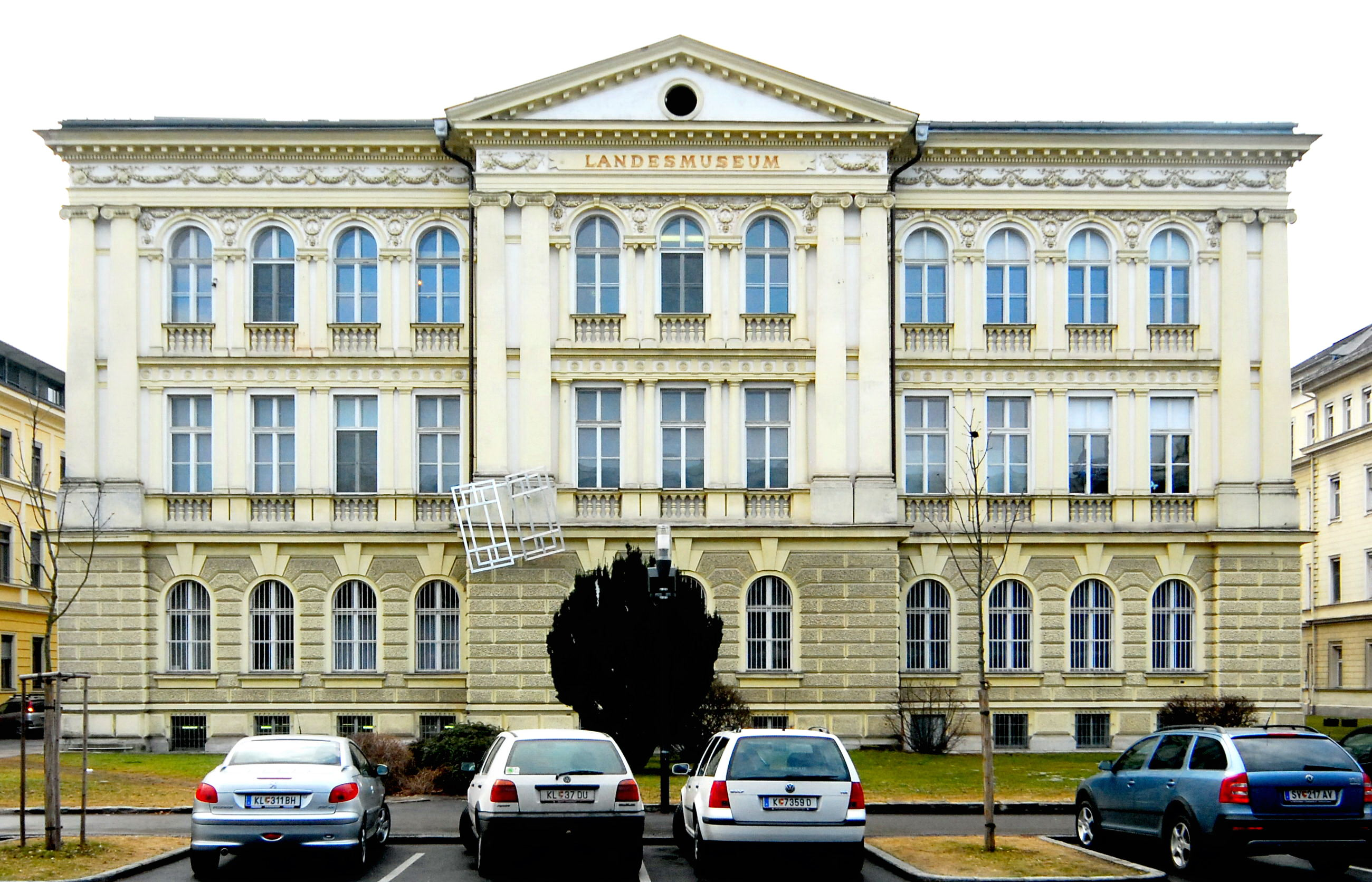
Nordansicht des Landesmuseums (Miesstalerstrasse)
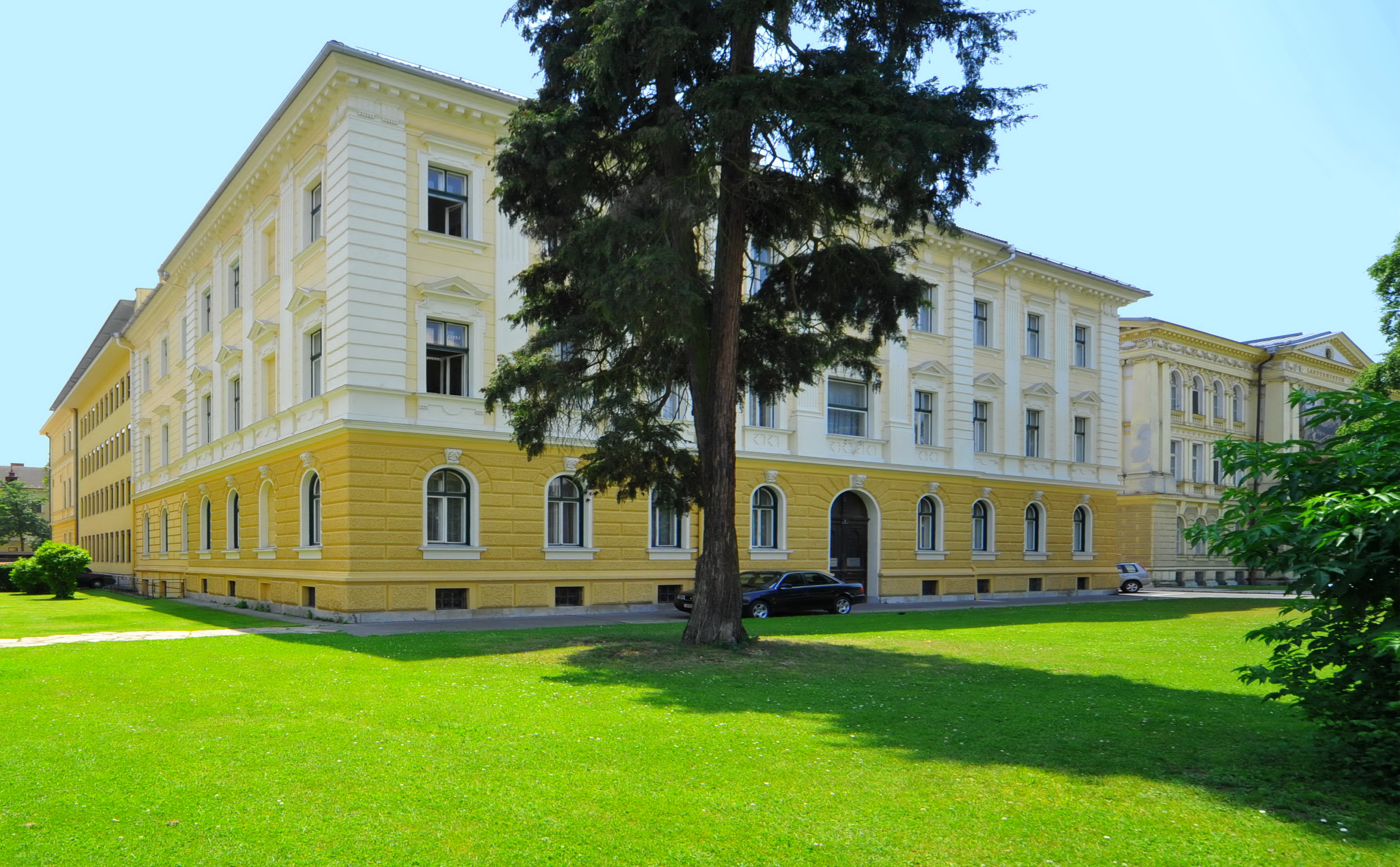
Mießtalerstraße 6
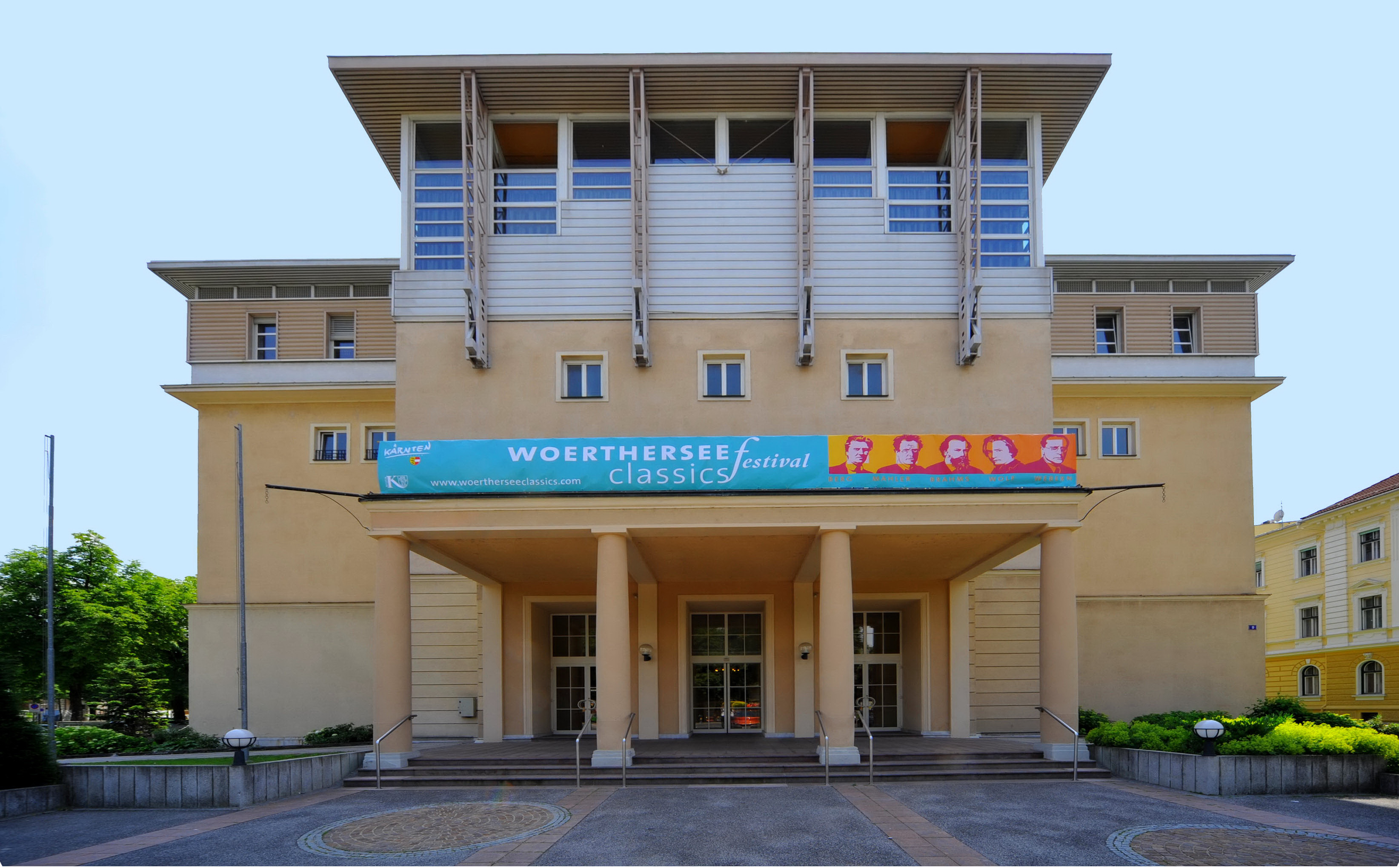
Konzerthaus (Mießtalerstraße 8)

## Öffentliche Einrichtungen
- Landesregierung
- Landesgericht, Staatsanwaltschaft und Gefängnis
- Rathaus und Magistratsdirektion
- Hauptpostamt und Fernmeldeamt
- Finanzlandesdirektion
- Stadtbauamt
- KELAG
- Landwirtschaftskammer
- Dorotheum
- Städtische Bestattung

### Schulen
- Benediktiner Schule
- Hasnerschule
- Ursulinen Gymnasium
- Europagymnasium Klagenfurt

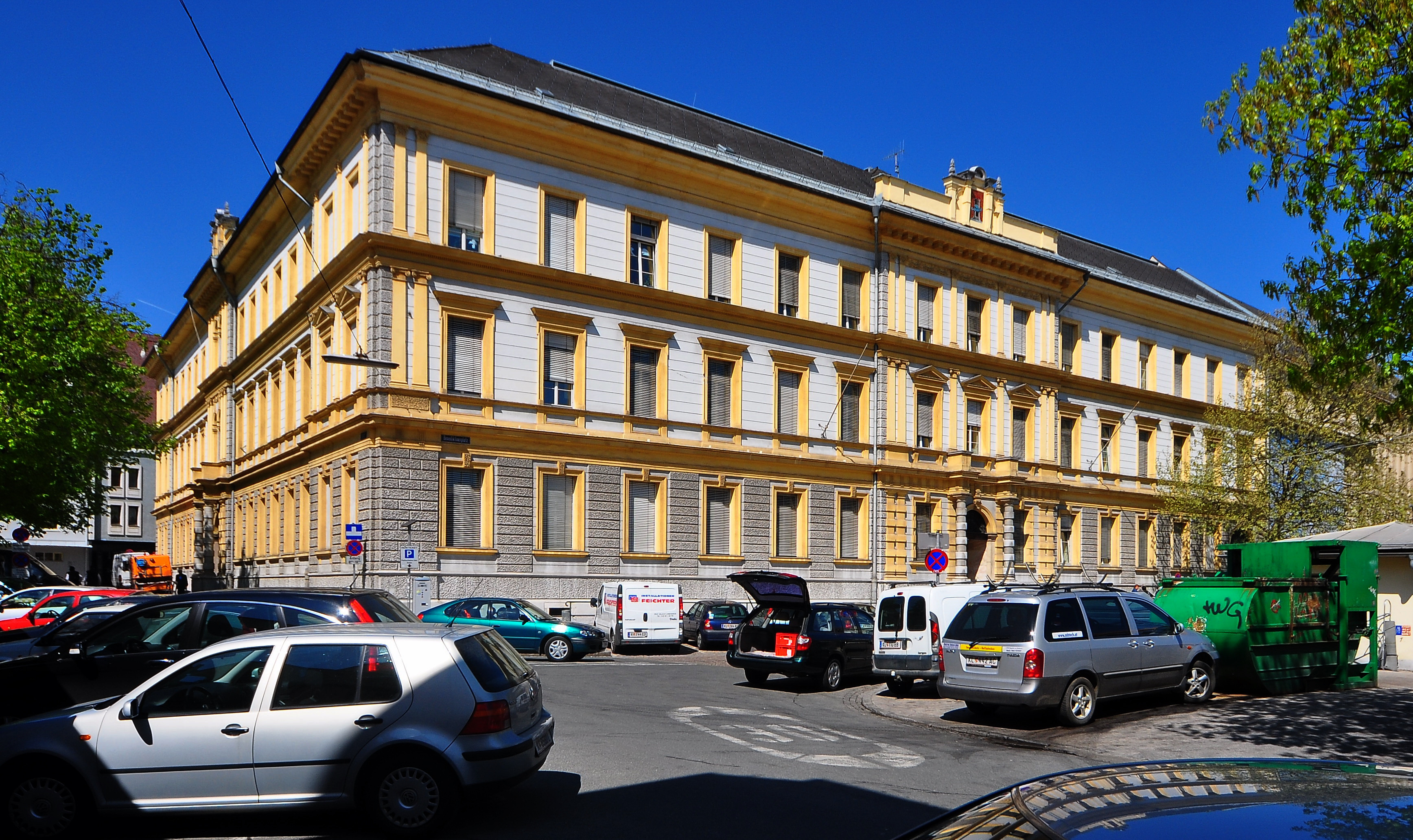
Benediktinerschule am Benediktinerplatz Nr. 1
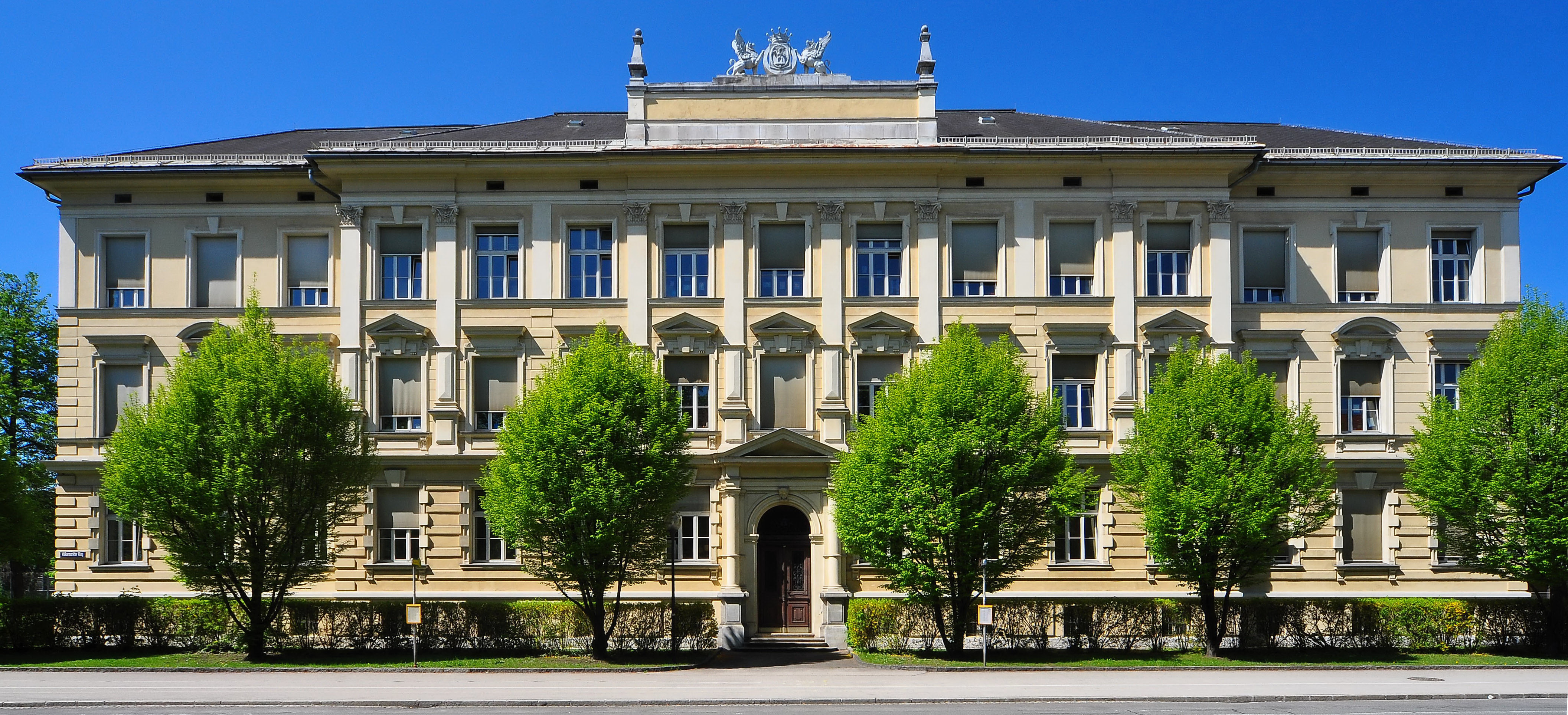
Hasnerschule (Ansicht vom Völkermarkter Ring)
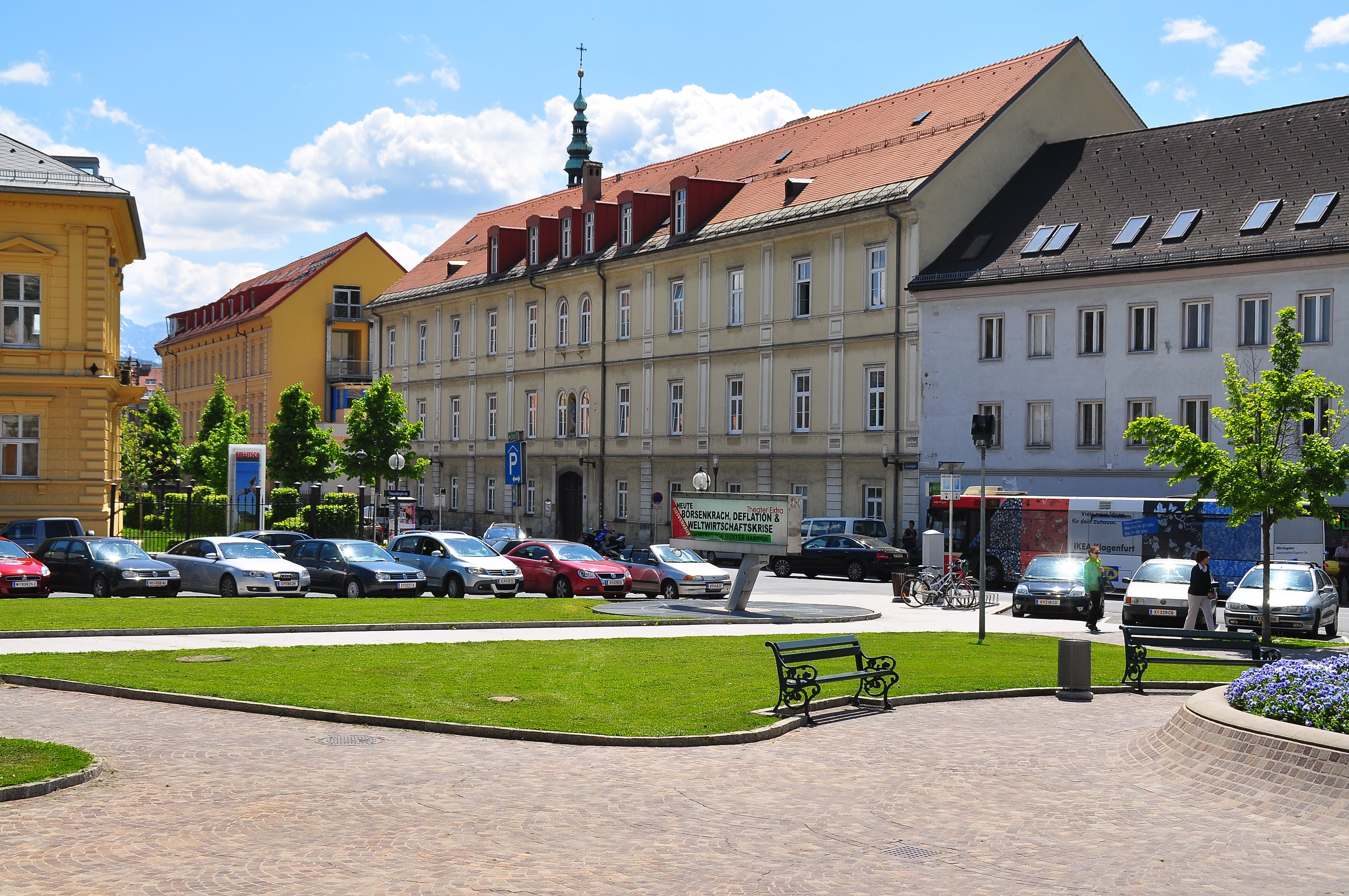
Ursulinen Gymnasium und Ursulinenkonvent